# Markus Rehm
Markus Rehm, né le 22 août 1988 à Göppingen, est un athlète handisport allemand. 
Il est champion paralympique du saut en longueur dans la catégorie F42-44 aux Jeux de 2012 à Londres et aux Jeux de 2016 à Rio de Janeiro. Également médaillé d'or paralympique sur 4 x 100 m en 2016, il a été sacré cinq fois champion du monde handisport à la longueur et deux fois sur 4 x 100 m, sans compter de multiples autres médailles aux championnats européens. Il est amputé du tibia droit. 
Il détient actuellement le record du monde en catégorie T64 avec 8,72 m réalisé à Rhede en Allemagne le 25 juin 2023.

## Biographie
Champion du monde pour la première fois à Christchurch en 2011 avec un record mondial à 7,09 m, Markus Rehm remporte la médaille d'or du saut en longueur lors des Jeux paralympiques d'été de 2012, à Londres, dans la catégorie F42/44, en établissant un nouveau record du monde avec 7,35 m. En 2013, il devient champion du monde handisport, à Vénissieux, et améliore son record du monde en atteignant la marque de 7,95 m.
Le 26 juillet 2014, au cours des championnats d'Allemagne, à Ulm, Markus Rehm devient le premier athlète handisport à remporter un titre national chez les valides, en devançant notamment Christian Reif et Sebastian Bayer, avec la marque de 8,24 m. Il réalise les minima de qualification pour les championnats d'Europe 2014. Toutefois, la fédération allemande d'athlétisme refuse de le sélectionner pour participer aux championnats, estimant que sa prothèse l’avantage par rapport aux valides,.
Le 23 octobre 2015, il remporte la médaille d'or aux championnats du monde d'athlétisme handisport de Doha, avec un nouveau record du monde à 8,40 m.
En 2016, Markus Rehm souhaite participer aux Jeux Olympiques de Rio parmi les valides. Sa candidature est cependant refusée après un travail des universités de Cologne, du Texas et de Tokyo qui concluent dans un rapport collectif qu'il est « difficile, voire impossible » de déterminer l'avantage que l'amputé du tibia droit peut tirer de sa prothèse. Les chercheurs estiment que Rehm est « désavantagé dans sa course d'élan » mais que sa prothèse « améliore sa technique de saut ». L'Allemand est ainsi contraint de renoncer aux Jeux Olympiques, ce qui ne l'empêche pas de participer aux Jeux Paralympiques et de décrocher deux nouvelles breloques en or, au saut en longueur (avec un nouveau record paralympique à 8,21 m) et au 4 x 100 m. 
Double champion du monde du saut en longueur et du 4 x 100 m à Londres en 2017, Rehm améliore l'année suivante la meilleure marque mondiale handisport à la longueur avec un saut à 8,48 m aux championnats d'Europe de Berlin. En 2019 à Dubaï, il gagne son cinquième titre mondial consécutif à la longueur. 
En 2021, le sauteur en longueur allemand bat de 14 centimètres son record du monde en retombant à 8,62 m, lors de l'Euro paralympique se disputant à Bydgoszcz en Pologne. Cette performance, supérieure à celles réalisées par les six derniers champions olympiques, permet à Rehm de devenir le quinzième performeur de l'histoire (valides et paralympiques confondus) dans cette discipline. 
Il détient actuellement le record du monde en catégorie T64 avec 8,72 m réalisé à Rhede en Allemagne le 25 juin 2023. 

## Palmarès handisport

### Jeux paralympiques
- Jeux paralympiques d'été de 2012 à Londres,  Royaume-Uni
  -  Médaille d'or du saut en longueur F42-44
  -  Médaille de bronze du relais 4 × 100 m T42–46

- Jeux paralympiques d'été de 2016 à Rio de Janeiro,  Brésil
  -  Médaille d'or du saut en longueur T44
  -  Médaille d'or du relais 4 × 100 m T42–47

- Jeux paralympiques d'été de 2021 à Tokyo,  Japon
  -  Médaille d'or du saut en longueur T64

- Jeux paralympiques d'été de 2024 à Paris,  France
  -  Médaille d'or du saut en longueur T64

## Records
| Épreuve          | Performance | Lieu  | Date         |
| ---------------- | ----------- | ----- | ------------ |
| Saut en longueur | 8,72 m      | Rhede | 25 juin 2023 |